# 微重力技术实验卫星
微重力技术实验卫星，又名太极一号，是中国第一颗空间引力波探测技术实验卫星。它于2019年8月31日上午7时41分在酒泉卫星发射中心成功发射，运载器为快舟一号甲运载火箭。9月20日，中国科学院宣布第一阶段在轨测试任务顺利完成。